# USS Nantucket (1862)
Перший USS Nantucket був береговим монітором типу «Пассейк» у ВМС Сполучених Штатів.

## Історія служби

### Громадянська війна
Включений до Північноатлантичної ескадри блокади, «Нантакет» брав участь в атаці на форти Конфедерації в гавані Чарльстону 7 квітня 1863 року. Зазнавши 51 удару під час відважного, але невдалого штурму важливого  порту Конфедерації, однобаштовий монітор був відремонтований у Порт-Роялі (Південна Кароліна), але повернутий до Чарлстона для підтримки армійських операцій на острові Морріс, вступаючи у бій із фортом Вагнер 16, 17, 18 і 24 липня. Він захопив британський пароплав «Юпітер» у морі 15 вересня. Монітор знову атакував форти Чарльстонської гавані 14 травня 1864 року і після цього забезпечував блокаду до кінця Громадянської війни в США.

### Подальша служба
24 червня 1865 року він був переведений у резерв на військово-морської верфі Філадельфії, і залишався там протягом десяти років. Перейменоваий на «Медузу» 15 червня 1869 року, корабель повернув назву «Нантакет» 10 серпня 1869 року. У 1875 році «Нантакет» був переведений на Портсмутську військово-морську верф у Кіттері, штат Мен, двічі ненадовго повертався у стрій з 29 липня по 12 грудня 1882 року та з 16 червня по 6 жовтня 1884 року, і діяв уздовж північно-східного узбережжя. Монітор перебував у резерві у у Нью-Йорку, поки його не передали військово-морського міліції (ополчення) Північної Кароліни в 1895 році. Під час Іспано-американської війни «Нантакет» дислокувався в Порт-Роялі.
Після визнання непридатним для подальшої служби «Нантакет» був проданий на аукціоні у Вашингтоні, округ Колумбія, 14 листопада 1900 року. Загалом на судно було подано п’ять пропозицій, переможну пропозицію в розмірі 13 111 доларів США подала компанія Thomas Butler & Co. з Бостона. Зазначається, що аукціон викликав значний інтерес громадськості через історичний характер судна.